# Село Годовик, борци пали у ратовима од 1912. до 1918. године
Списак бораца из села Годовик, Општина Пожега, погинулих и умрлих у Балканским и Првом светском рату преузет је из књиге „Пожега и околина”, објављене 1978. године.
Подаци за подручје Пожеге прикупљани су у периоду 1976–1977. године преко матичних књига умрлих, спомен-плоча, крајпуташа, као и разговора са преживелим борцима и појединим грађанима који су по сећању могли да дају податке, уз напомену да спискови могуће да нису потпуни, због временске дистанце и недостатка поузданих извора.

## Списак
1. Глишовић Бранислав
2. Глишовић Војислав
3. Глишовић Милисав, наредник
4. Диковић Драгић, каплар
5. Живковић Светозар
6. Игњатовић Тихомир
7. Јањић Обрад
8. Јевђовић Миливоје
9. Јешић Видосав
10. Јешић Десимир
11. Јешић Димитрије
12. Јешић Јоксим
13. Јешић Крсман, поднаредник
14. Јешић Манојле
15. Јешић Миливоје
16. Јешић Милован
17. Јешић Момир - Михаило
18. Јешић Ненад
19. Јешић Радосав
20. Јешић Радомир
21. Јешић О. Стеван
22. Јешић Спасоје
23. Јешић Станко
24. Јешић Веселин
25. Ковачевић Спиро, поднаредник
26. Ковачевић Чедомир
27. Лапчевић Милан
28. Лапчевић Милутин
29. Лапчевић Тома
30. Марјановић Крста
31. Међедовић Драгутин
32. Међедовић Ђурђе
33. Међедовић Жарко
34. Међедовић Здравко
35. Међедовић Миливоје
36. Међедовић Радивоје
37. Међедовић Ранко
38. Међедовић Савко
39. Међедовић Средоје, поднаредник
40. Међедовић Чедомир, каплар
41. Милетић Љубомир
42. Миловановић Гвозден
43. Миловановиић Драгољуб
44. Митровић Миливоје, каплар
45. Мићић Анђелко
46. Мићић Властимир
47. Мићић Миломир
48. Мићић Божо, наредник
49. Мићић Петко
50. Мићић Радојица
51. Мићић Паун
52. Мићић Савко
53. Муњић Милан, поднаредник
54. Муњић Добросав
55. Недељковић Михаило, капетан I класе
56. Недељковић Страхин
57. Павловић Гвозден
58. Радмиловић Драгољуб
59. Радмиловић Јевто
60. Радмиловић Момир
61. Радмиловић Миломир
62. Радмиловић Радомир
63. Радмиловић Тодор, наредник
64. Радмиловић Чедомир
65. Радмиловић Божидар
66. Радмиловић Вучко
67. Радовановић Драгиша
68. Радовановић Обрад
69. Радовановић Петко
70. Радовановић Радосав
71. Ристовић Вилотије
72. Ристовић Митар
73. Савић Добривоје
74. Савић Радивоје, поднаредник
75. Савић Страин
76. Савић Станко
77. Станић Остоја
78. Шундерић Вуле
79. Шундерић Митар
80. Шундерић Крста
81. Шундерић Милован
82. Шундерић Тејо[1]